# Phrynobatrachus annulatus
Phrynobatrachus annulatus és una espècie de granota que viu a Costa d'Ivori, Ghana, Guinea i Libèria.
Està amenaçada d'extinció per la pèrdua del seu hàbitat natural.